# Vysoká Běta
Die Vysoká Běta (deutsch Hohe Liesel) mit einer Höhe von 803,8 m n.m. ist ein Berg, der zum Blanský les zählt, der wiederum Teil des Prachatitzer Hügellands (Prachatická hornatina) ist.
Der Berg ist 19 km westlich von Budweis (České Budějovice) gelegen, an Grenze der Katastergebiete von Lipanovice (Linden) und von Jaronín (Jaromin). Es erhebt sich 400 Meter über dem nahe gelegenen Dehtář (Dechternteich) im Budweiser Becken. Am Südosthang wurde 1989 das gleichnamige Naturschutzgebiet Vysoká Běta mit einer Fläche von 24 ha ausgewiesen. Im Norden der Hohen Liesl befindet sich der Groschumer Wald (Chrášťanský vrch), im Südosten der Hohenstein (Vysoká) und der Hohenwurzen (Vyský kámen), im Süden die Buglata.

## Ansicht
Der blaue Wanderweg von Ober Groschum (Horní Chrášťany) führt entlang dem Westhang zur Kreuzung Pod Vysokou Bětou. Der Gipfel ist bewaldet und bietet keine Aussicht. Entlang des Wanderwegs am Westhang hat man aber Aussicht auf Lhenice  und die Helfenburg.